# Dolar (znak)
Dolar, $ – znak pisarski stosowany do oznaczania różnych walut, m.in. dolara amerykańskiego. Na typowej klawiaturze komputerowej znak dolara jest dostępny pod tym samym klawiszem, co cyfra 4. Kod ASCII znaku dolara to 36.

## Kodowanie
W zastawie Unicode znak dolara występuje w kilku wersjach:
| Znak | Unicode | Kod HTML                | Nazwa unikodowa       | Nazwa polska        |
| ---- | ------- | ----------------------- | --------------------- | ------------------- |
| $    | U+0024  | &#x24; lub &#36;        | DOLLAR SIGN           | znak dolara         |
| ﹩   | U+FE69  | &#xFE69; lub &#65129;   | SMALL DOLLAR SIGN     | mały znak dolara    |
| ＄   | U+FF04  | &#xFF04; lub &#65284;   | FULLWIDTH DOLLAR SIGN | szeroki znak dolara |
| 💲   | U+1F4B2 | &#x1F4B2; lub &#128178; | HEAVY DOLLAR SIGN     | wielki znak dolara  |

## Zastosowanie w informatyce
Znak dolara znajduje zastosowanie w wielu sytuacjach odrębnych od pierwotnego znaczenia. Przykłady takich zastosowań to:
- W arkuszu kalkulacyjnym Microsoft Excel znak dolara jest wykorzystywany do bezwzględnego adresowania komórek[2].
- W LaTeXu za pomocą znaków dolara można wyodrębnić fragmenty wymagające matematycznego formatowania[3].
- W języku PHP znakiem dolara rozpoczyna się nazwy zmiennych[4].
- W języku Pascal znakiem dolara poprzedza się liczby zapisane w systemie szesnastkowym[5].